# Tensión cortante

Fig 1. Esquema del esfuerzo cortante.

La tensión cortante, tensión de corte, tensión de cizalla o tensión tangencial es aquella que, fijado un plano, actúa tangencialmente a este. Se suele representar con la letra griega tau {\displaystyle \tau \ } (Fig 1). En piezas prismáticas, las tensiones cortantes aparecen en caso de aplicación de un esfuerzo cortante o bien de un momento torsor.
En piezas alargadas, como vigas y pilares, el plano de referencia suele ser un paralelo a la sección transversal (es decir, uno perpendicular al eje longitudinal). A diferencia del esfuerzo normal, es más difícil de apreciar en las vigas, ya que su efecto es menos evidente.

## Tensión cortante promedio

Fig 2. Esfuerzo cortante sobre tornillos.

Un problema que se presenta en su cálculo se debe a que las tensiones no se distribuyen uniformemente sobre un área. Si se quiere obtener la tensión media, se aplica la fórmula:

{\displaystyle \tau _{med}={\frac {V}{A}}}

donde V (letra usada habitualmente para designar esta fuerza) representa la fuerza cortante y A representa el área de la sección sobre la cual se está aplicando. En este caso, el esfuerzo cortante, como su nombre indica, corta una pieza. En esta imagen (Fig 2.), el tornillo y el perno presentan esfuerzo cortante al ser cortados por las piezas que unen (línea verde).

## Fórmula de Collignon-Jourawski
Si se requiere encontrar la tensión cortante debida a una fuerza cortante en un punto específico, lo cual es común en vigas, se usa la siguiente fórmula, conocida como fórmula de Collignon (1877):

{\displaystyle {\bar {\tau }}_{xy}={\frac {V_{y}(x)m_{z}(y)}{I_{z}t_{z}(y)}},\qquad {\bar {\tau }}_{xz}={\frac {V_{z}(x)m_{y}(z)}{I_{y}t_{y}(z)}}}

donde Vy representa la fuerza cortante, my primer momento de área parcial (que coincide con el producto del centroide y el área que se abarca desde un extremo hasta el punto donde se quiere encontrar el esfuerzo):

{\displaystyle {\begin{cases}m_{z}(y)=\int _{\Sigma _{y}}y\ dzdy,&\Sigma _{y}=\{(y',z')\vert y'\leq y,z'\in L_{t_{z}}\}\\m_{y}(z)=\int _{\Sigma _{z}}z\ dzdy,&\Sigma _{z}=\{(y',z')\vert z'\leq z,y'\in L_{t_{y}}\}\end{cases}}}

Iz el momento de inercia de la sección total respecto a un eje perpendicular a la dirección del cortante y tz el espesor de la figura a lo largo de un eje perpendicular a la dirección del cortante. En esta fórmula tanto el segundo momento de área, como el primer momento de área parcial se toman con respecto a la fibra neutra de la pieza.
Aunque esta fórmula fue publicada por É. Collignon en 1877 y se conoce con su nombre, previamente había sido utilizada en 1844 por el ingeniero ruso D. J. Jourawski para calcular tensiones en vigas de madera, publicando esta fórmula en 1856.
Algunas predicciones a las que lleva esta fórmula, para sección sometidas a flexión simple, son:
- La tensión en el cordón superior y el inferior es cero.
- La tensión cortante en la línea neutra de la pieza (coincidente con el centro de gravedad) suele ser máximo.

### Deducción de la fórmula de Collignon-Jourawski
La fórmula de Collignon anterior no proporciona el valor exacto de la tensión tangencial, sino sólo el promedio a lo largo de una línea que divida en dos la sección transversal. Para comprender ese hecho conviene examinar la deducción de la misma. Para la deducción partiremos de las ecuaciones de equilibrio elástico cuando no existen fuerzas másicas, la primera de ellas para la componente X es igual a: 

(1){\displaystyle {\frac {\partial \sigma _{xx}}{\partial x}}+{\frac {\partial \sigma _{xy}}{\partial y}}+{\frac {\partial \sigma _{xz}}{\partial z}}=0}

Si se presupone que sólo el esfuerzo cortante está dirigido según el eje Y (y que esta dirección coincide con una de las direcciones principales de inercia), y que el eje X coincide con el eje de la pieza y, además, que las tensiones están provocadas únicamente por un esfuerzo normal constante y un momento flector y un esfuerzo cortante variables, tenemos:

{\displaystyle {\begin{cases}\sigma _{xx}=-{\cfrac {M_{z}y}{I_{z}}}\\\sigma _{xy}=\tau (x,y,z;V_{y})\\\sigma _{xz}=0\end{cases}},\qquad {\cfrac {dM_{z}(x)}{dx}}=-V_{y}(x)}

Substituyendo estas dos últimas ecuaciones en la ecuación de equilibrio (1), se tiene la relación entre la tensión tangencial y el esfuerzo cortante:

(1'){\displaystyle {\frac {dM_{z}(x)}{dx}}{\frac {y}{I_{z}}}+{\frac {\partial \tau (x,y,z)}{\partial y}}={\frac {V_{y}(x)y}{I_{z}}}+{\frac {\partial \tau (x,y,z)}{\partial y}}=0}

Integrando directamente esa última ecuación se llega a:

{\displaystyle \tau (x,y,z)=-\int _{C(z)}^{y}{\frac {V_{y}(x)y}{I_{z}}}dy}

La anterior ecuación resulta incómoda porque depende de la coordenada C(z) situada sobre una vertical donde el cortante se anula (puede comprobarse que coincide que es la coordenada de un punto sobre el contorno de la sección, usando las condiciones de contorno que acompañan a las ecuaciones de equilibrio elástico). Sin embargo, se puede definir la tensión cortante media como:

{\displaystyle {\bar {\tau }}(x,y):={\frac {1}{t_{z}}}\int _{ejeZ}\tau (x,y,z)dz=-\int _{ejeZ}dz\int _{C(z)}^{y}{\frac {V_{y}(x)y}{I_{z}}}dy=-{\frac {V_{y}(x)m_{y}(y)}{I_{z}t_{z}(y)}}}

Esta última coincide (salvo signo) con la fórmula de Collignon usada para calcular la distribución media de tensiones cortantes a lo largo de la sección que se mencionaba en el apartado anterior. Cabe señalar que hemos introducido el llamado primer momento de área parcial:

{\displaystyle m_{y}(y)=\int _{\Sigma (y)}y\ dzdy,\qquad \Sigma (y)=\{(y',z')\vert y'\leq y,z'\in L_{t_{z}}\}}

## Tensión cortante máxima
La anterior ecuación puede usarse para calcular la tensión tangencial máxima para diferentes tipos de sección y comparar su valor con el de la tensión promedio. Puede probarse que para cualquier tipo de sección transversal se cumple que:

{\displaystyle \tau _{max}=k_{sec}\cdot \tau _{med}\qquad k_{sec}\geq 1}

### Sección rectangular
Para un prisma de sección rectangular de medidas b x h sometido a un esfuerzo cortante paralelo a una de las bases del prisma, la distribución de tensiones cortantes y la tensión cortante máximas vienen dadas por:

{\displaystyle {\bar {\tau }}_{xy}={\frac {3V_{y}(h^{2}-4y^{2})}{2bh^{3}}}={\frac {3}{2}}{\frac {V_{y}}{A}}\left(1-{\frac {4y^{2}}{h^{2}}}\right),\qquad {\bar {\tau }}_{max}={\frac {3}{2}}{\frac {V_{y}}{A}}={\frac {3}{2}}\tau _{med}}

Donde {\displaystyle -h/2\leq y\leq h/2} es la altura del punto donde se calculan las tensiones respecto al centro de la sección. Eso significa que para las secciones rectangulares {\displaystyle k_{sec}=3/2\,}.

### Sección circular
Para un prisma de sección circular maciza de radio R sometido a un esfuerzo cortante paralelo a una de las bases del mismo, la distribución de tensiones cortantes y la tensión cortante máximas son:

{\displaystyle {\bar {\tau }}_{xy}={\frac {4V_{y}(R^{2}-y^{2})}{3\pi R^{4}}}{\bar {\tau }}_{max}={\frac {4}{3}}{\frac {V_{y}}{A}}={\frac {4}{3}}\tau _{med}}

Eso significa que para las secciones circulares {\displaystyle k_{sec}=4/3\,}.

### Sección doble T
Para una sección doble T simétrico la tensión máxima se da sobre el alma vertical entre las alas (superior e inferior), y un esfuerzo cortante paralelo al alma, la tensión cortante máxima se puede aproximar mediante la expresión:

{\displaystyle {\bar {\tau }}_{xy}=V_{y}{\frac {be_{w}h+e_{h}(h-e_{w})^{2}/4}{2e_{h}I_{z}}}}

Donde:
{\displaystyle e_{w}\,}, espesor de las alas.
{\displaystyle e_{h}\,}, espesor del alma.
{\displaystyle b\,}, ancho de las alas.
{\displaystyle h\,}, alto del alma.
{\displaystyle I_{z}\,}, segundo momento de área respecto al eje principal paralelo a las alas.
Para un perfil doble T usual se cumple que {\displaystyle \scriptstyle 1/7\ \geq \ e_{w}\ \geq \ e_{h}} y {\displaystyle \scriptstyle h\ \geq b\ \geq h/10}, con esas condiciones la expresión anterior puede simplificarse como:

{\displaystyle {\bar {\tau }}_{xy}<{\frac {3V_{y}}{2eh}}={\frac {3}{2}}\tau _{med,h}}

Para los cálculos estructurales es suficiente tomar esta cota superior. El exceso de estimación en la tensión es tanto mayor cuanto mayores sean los ratios {\displaystyle \scriptstyle e_{w}/h} y {\displaystyle \scriptstyle b/h}.